# هنر درباره تغییر اقلیم
هنر دربارهٔ تغییر اقلیم، هنری است که از تغییر اقلیم و گرمایش جهانی الهام گرفته شده و عموماً برای غلبه بر تمایل ذاتی انسان‌ها به ارجحیت دادن به تجربیات شخصی بر داده‌ها و رهایی از بازنمایی‌های مبتنی بر داده‌ها با «واضح و قابل دسترس» کردن داده‌هاست. یکی از اهداف هنر تغییر اقلیم «افزایش آگاهی از بحران» و همچنین درگیر کردن مخاطبان با موضوع هم از نظر سیاسی و هم زیست‌محیطی است.
برخی از هنرهای مربوط به تغییرات اقلیمی شامل مشارکت جامعه با محیط زیست می‌شود. رویکردهای دیگر شامل آشکار کردن دغدغه‌های اجتماعی-سیاسی از طریق اشکال مختلف هنری، مانند نقاشی، ویدئو، عکاسی، صدا و فیلم است. این آثار با هدف تشویق مخاطبان به تأمل در اعمال روزانه خود «به شیوه‌ای مسئولانه اجتماعی برای حفظ و حراست از سیارهٔ زمین» طراحی شده‌اند.

## تاریخچه
گاردین گزارش داد که در پاسخ به واکنش شدید در دههٔ ۱۹۹۰ علیه سوخت‌های فسیلی و نیروگاه‌های هسته‌ای، شرکت‌های بزرگ انرژی کمک‌های بشردوستانه خود را، از جمله به سازمان‌های هنری، افزایش دادند «تا جایی که بسیاری از مؤسسات ملی بزرگ در فهرست حقوق‌بگیران غول‌های سوخت فسیلی قرار گرفتند»، و عملاً بسیاری از هنرمندان متمرکز بر محیط زیست را ساکت کردند.
در سال ۲۰۰۵، بیل مک‌کیبن مقاله‌ای با عنوان آنچه جهانِ در حال گرم شدن اکنون به آن نیاز دارد هنر است، هنر شیرین نوشت و در آن استدلال کرد که «درک فکری از حقایق علمی کافی نیست - اگر می‌خواستیم به جلو حرکت کنیم و تغییر معناداری ایجاد کنیم، باید طرف دیگر مغز خود را درگیر کنیم. ما باید با تخیل خود به این مشکل نزدیک می‌شدیم. و به اعتقاد او، افرادی که برای کمک به ما در انجام این کار مناسب‌تر بودند، هنرمندان بودند». طبق گزارش سازمان هنری چرخهٔ قطب شمال، «مدتی طول کشید تا هنرمندان به این فراخوان توجه کنند».
در سال ۲۰۰۹، گاردین گزارش داد که دنیای هنر «در حال بیدار شدن به روی هنرِ مرتبط با تغییرات اقلیمی است». آرت‌نت نیوز با گزارش کنفرانس ما فردا را می‌سازیم در سال ۲۰۲۰ در مورد تغییرات اقلیمی و هنر در لندن، اظهار داشت که «به جای اینکه مؤسسات فریب حمایت‌های مالی سازمان‌های ثروتمندی را بخورند که در صنعت سوخت‌های فسیلی سرمایه‌گذاری کرده‌اند، باید به دنبال مدل‌های جدید تأمین مالی باشند».

### اثرات و نفوذ

#### بازنمایی و تفسیر
طبق گزارش آرت‌نت نیوز، تغییرات اقلیمی را می‌توان به‌طور معناداری از طریق هنر نمایش داد، زیرا «هنر راهی برای پیشی گرفتن از گفتمان عمومی دارد، زیرا می‌تواند اطلاعات را به شیوه‌های بدیع منتقل کند». آثار هنری مربوط به تغییرات اقلیمی از نظر نحوه تفسیر و تأثیر بر بیننده متفاوت هستند. لورا کیم سامر و کریستین آندریاس کلوکنر (هر دو از دانشگاه علم و فناوری نروژ) در سال ۲۰۱۵ (که همزمان با کنفرانس تغییر اقلیم سازمان ملل متحد در سال ۲۰۱۵ برگزار شد) از شرکت‌کنندگان در جشنوارهٔ هنری ArtCOP21 پاریس در مورد ۳۷ اثر هنری در این جشنواره نظرسنجی کردند. این پاسخ‌ها، تحقیقات سامر و کلوکنر را به سمت توسعهٔ چهار ویژگی از آثار هنری بر اساس محتوای آنها و واکنش‌های بینندگان به آثار هنری سوق داد. اولین دسته‌بندی «آرمان‌شهر آرامش‌بخش» نامگذاری شد، به این معنی که اثر هنری احساسات مثبتی را برانگیخته است اما مردم را به انجام اقدامات مثبت اقلیمی ترغیب نکرده است. دسته دوم «دیستوپیای چالش‌برانگیز» نامگذاری شد، به این معنی که اثر هنری احساسات منفی را برانگیخته و الهام‌بخش عدم اقدام در مورد آب و هوا بوده است. دستهٔ سوم «اسطوره‌شناسی متوسط» نامگذاری شد، به این معنی که اثر هنری احساسات خنثی را القا کرده و مردم را به انجام اقدامات مثبت اقلیمی ترغیب نمی‌کند.

دسته‌بندی نهایی «راه‌حل فوق‌العاده» نامگذاری شد، به این معنی که اثر هنری احساسات مثبت و منفی را برانگیخته اما مردم را به انجام اقدامات مثبت اقلیمی ترغیب کرده است. داده‌های جمع‌آوری‌شده توسط سامر و کلوکنر در سال ۲۰۱۹ توسط آن‌ها در قالب ویژگی‌های روانشناختی مختلف طبقه‌بندی شد و این داده‌ها به عملکردهای مغز متصل شدند تا ببینند احساسات مختلف از مشاهده هنر در کجا برانگیخته می‌شوند و نتیجه گرفتند که آثار هنری که در دستهٔ «ویران‌شهر چالش‌برانگیز» قرار نمی‌گیرند، عموماً احتمال بیشتری دارد که مخاطبان را به سمت اقدامات مثبت اقلیمی سوق دهند، و آثار هنری «راه حل عالی» از بین همه دسته‌ها بیشترین احتمال را برای الهام بخشیدن به اقدامات مثبت اقلیمی دارند. 

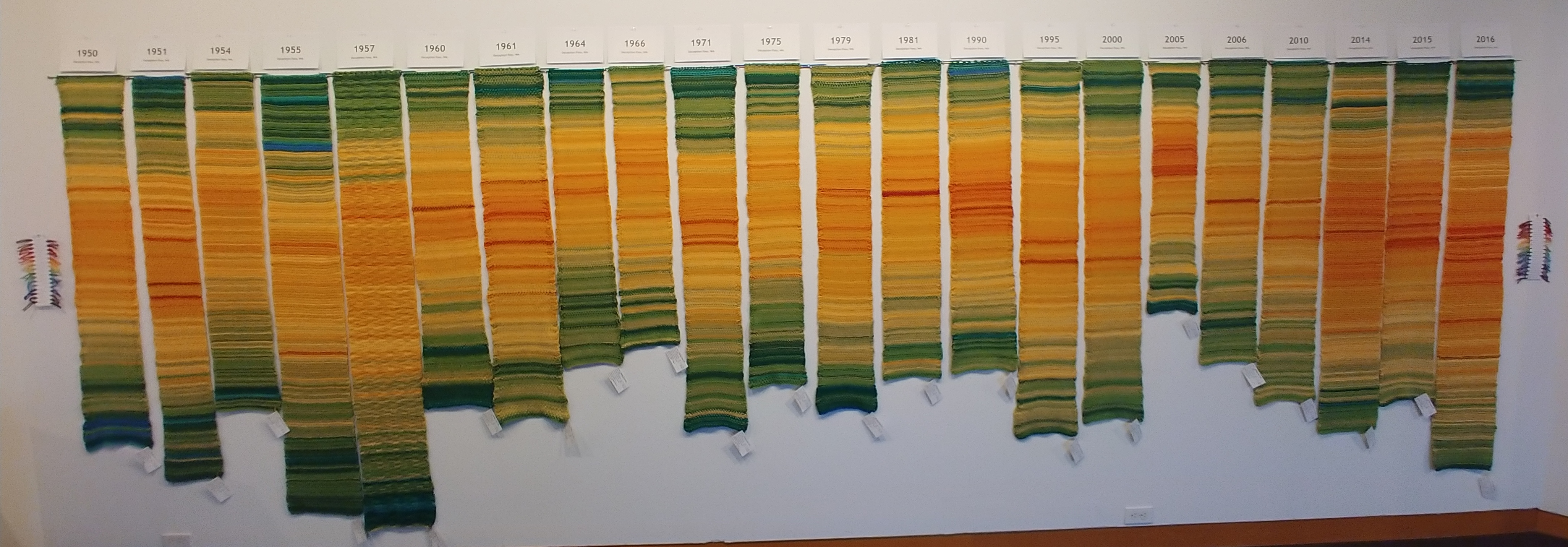
تمپستریز، نمونه‌ای از هنر دربارهٔ تغییر اقلیم، که تغییرات دما را در یک مکان معین در گذر زمان نشان می‌دهد.